# Franco Tosi (Unternehmen)

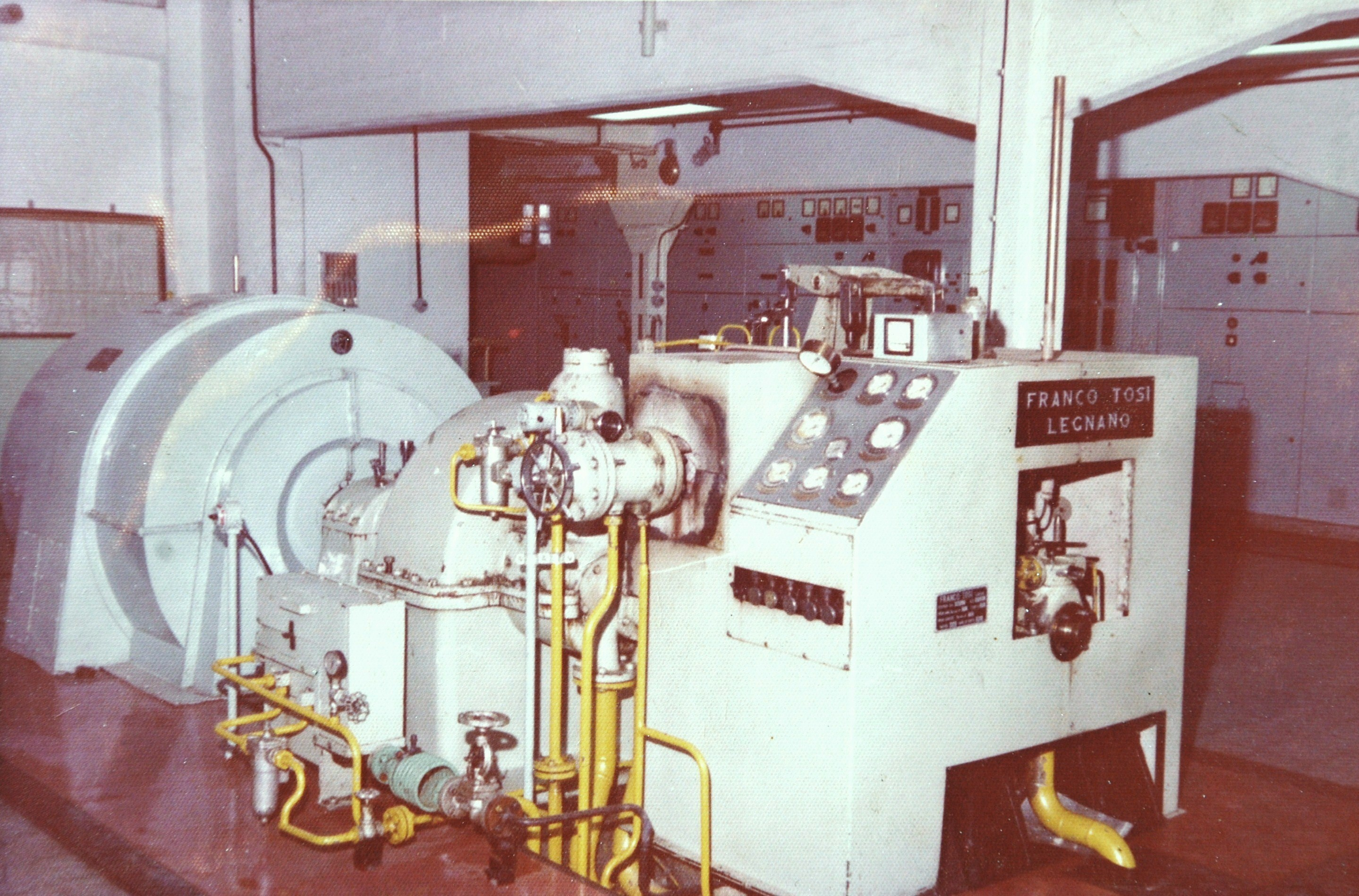
Dampfturbine von Franco Tosi, installiert im Kraftwerk CAP Cuatreros in Argentinien

Franco Tosi (Firma ehemals Franco Tosi & C., heute Franco Tosi Meccanica) ist ein italienisches Maschinen-, Apparate- und Anlagenbau- sowie ehemaliges Schiffbau-Unternehmen mit Sitz in Legnano bei Mailand. Das Unternehmen wurde Ende des 19. Jahrhunderts vom Ingenieur Franco Tosi aufgebaut.

## Geschichte und Produkte

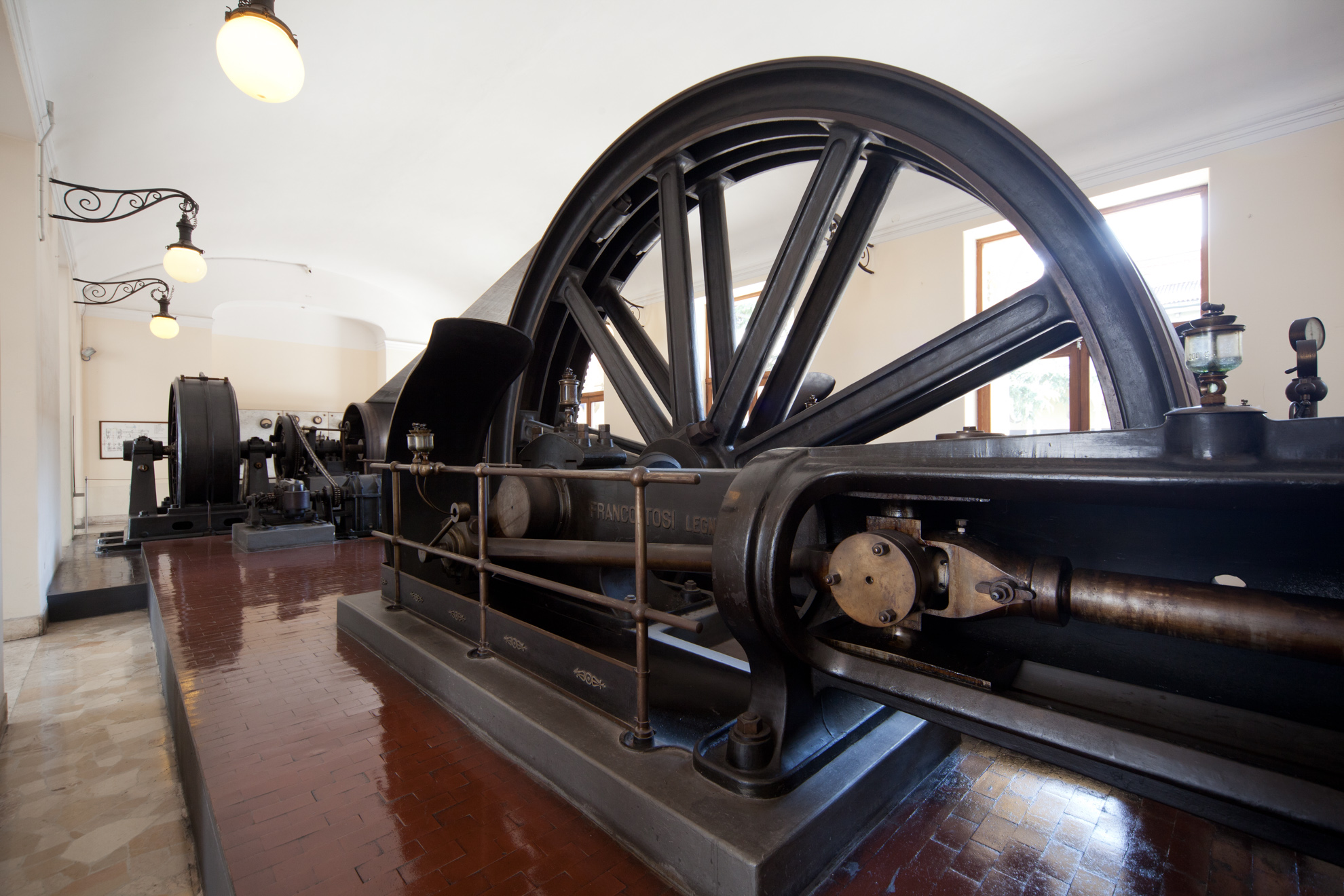
Dampfmaschine von Franco Tosi aus dem Wärmekraftwerk Regina Margherita

Franco Tosi entstand aus der Maschinenfabrik Cantoni Krumm & C., in dessen Dienste Tosi 1876 als Technischer Leiter trat. Die Fabrik war kurz zuvor – 1874 – vor allem zum Bau von Textilmaschinen gegründet worden, verlegte sich unter Tosis Leitung aber schnell auf die Produktion von Dampfmaschinen, die Tosi als Antrieb für industrielle Webstühle entwickelt hatte. Mit diesem Produkt erfuhr das junge Unternehmen einen rasanten Aufschwung. Nach kurzer Zeit wurde Tosi Anteilseigner und ab 1881 trug das Unternehmen dann auch seinen Namen. Ab 1884 oder 1894 war Tosi alleiniger Eigentümer.
In der Frühzeit im 19. Jahrhundert stellte Franco Tosi neben den erfolgreichen Dampfmaschinen auch die dazugehörigen Dampfkessel her. Anfang des 20. Jahrhunderts (1904) kamen auch Dampfturbinen hinzu.
Kurze Zeit später (1907) stieg Franco Tosi auch in das wachsende Geschäft der Herstellung von Dieselmotoren ein. Unter anderem war Ettore Maserati, einer der sieben Maserati-Brüder, zeitweise als Motorenentwickler für Franco Tosi tätig. Im Bereich Motorenbau kooperierte Franco Tosi auch mit dem Motorradhersteller Emilio Bozzi.
Vor Beginn des Ersten Weltkrieges 1914 gründete Tosi als Tochterunternehmen in Tarent in Süditalien eine Werft zur Herstellung von U-Booten und Schiffen, vor allem für die italienische Kriegsmarine.
In den 1930er-Jahren spielte die Fußball-Werksmannschaft von Tosis Werft in Tarent in der Girone H der Prima Divisione der Italienischen Fußballmeisterschaft.

Franco Tosi Meccanica im Jahr 1958. Fotos von Paolo Monti.
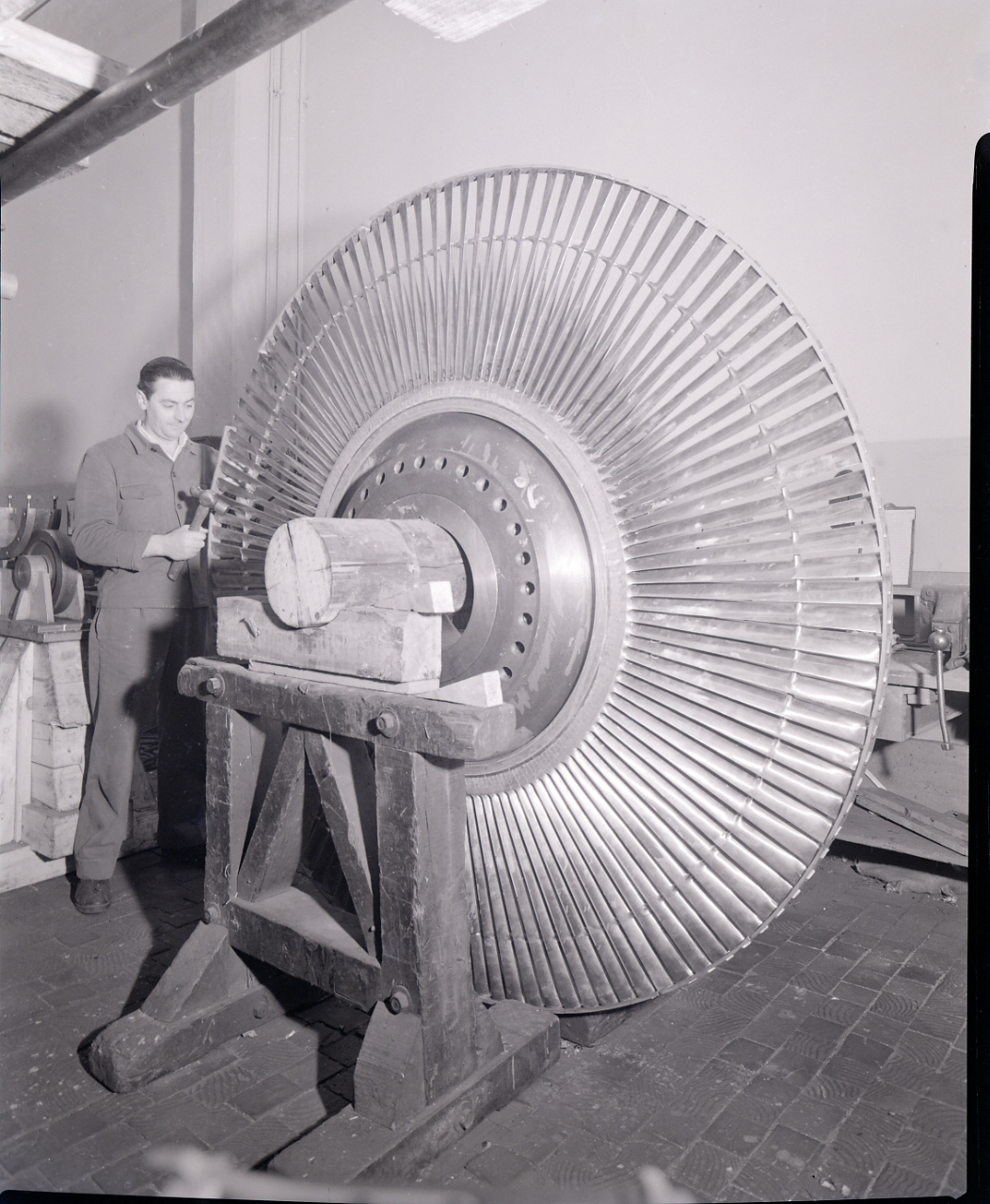
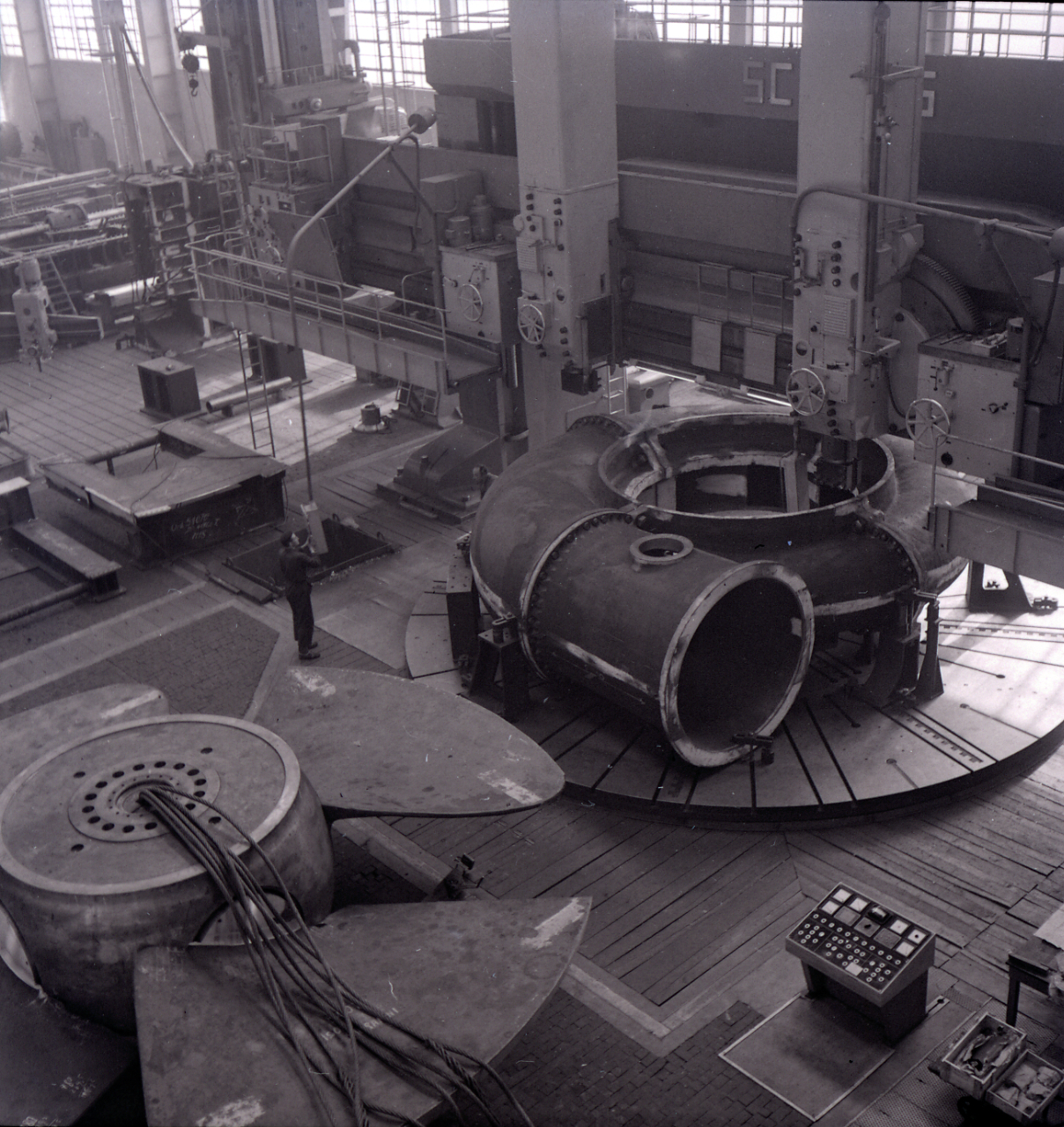
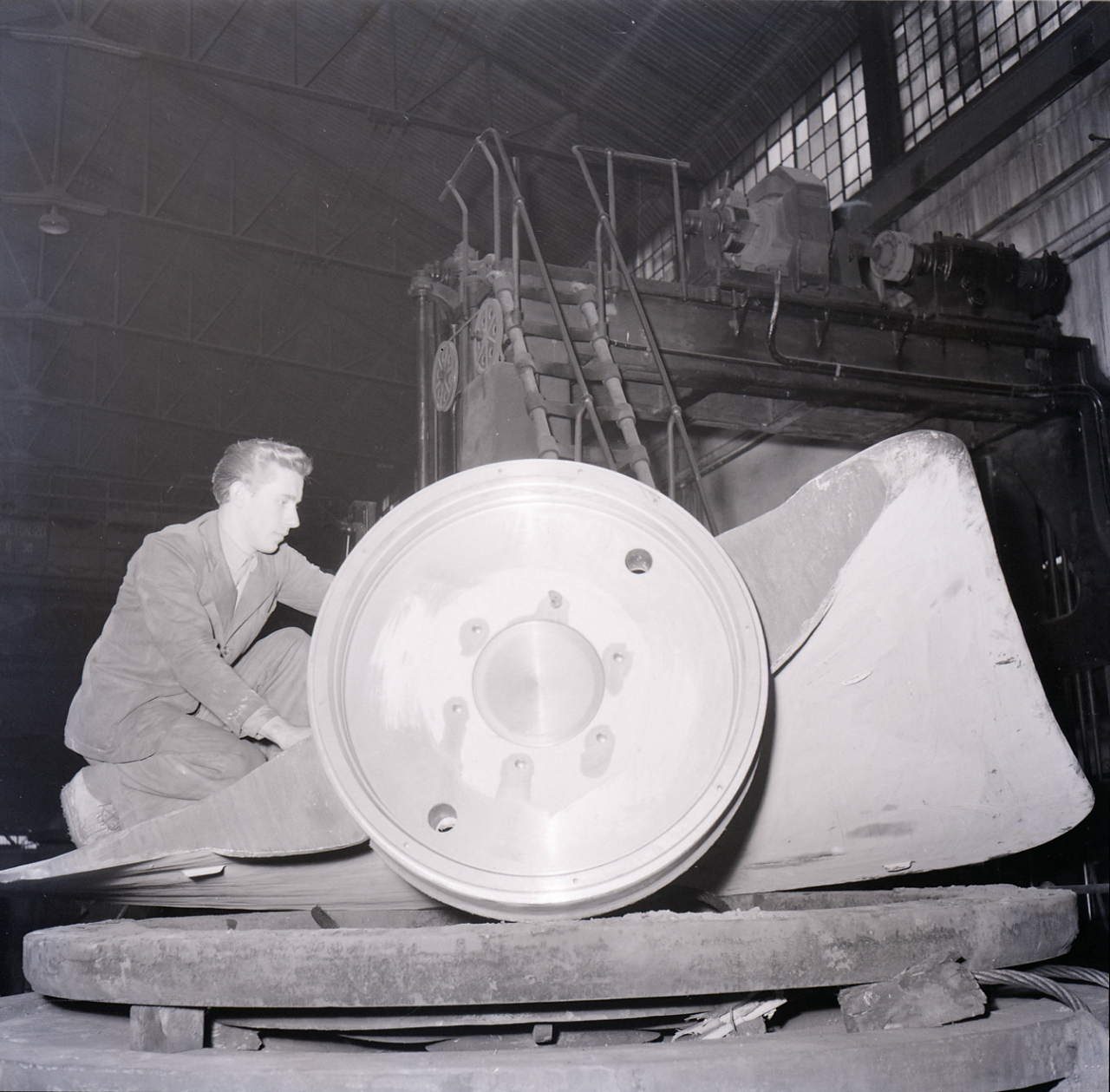
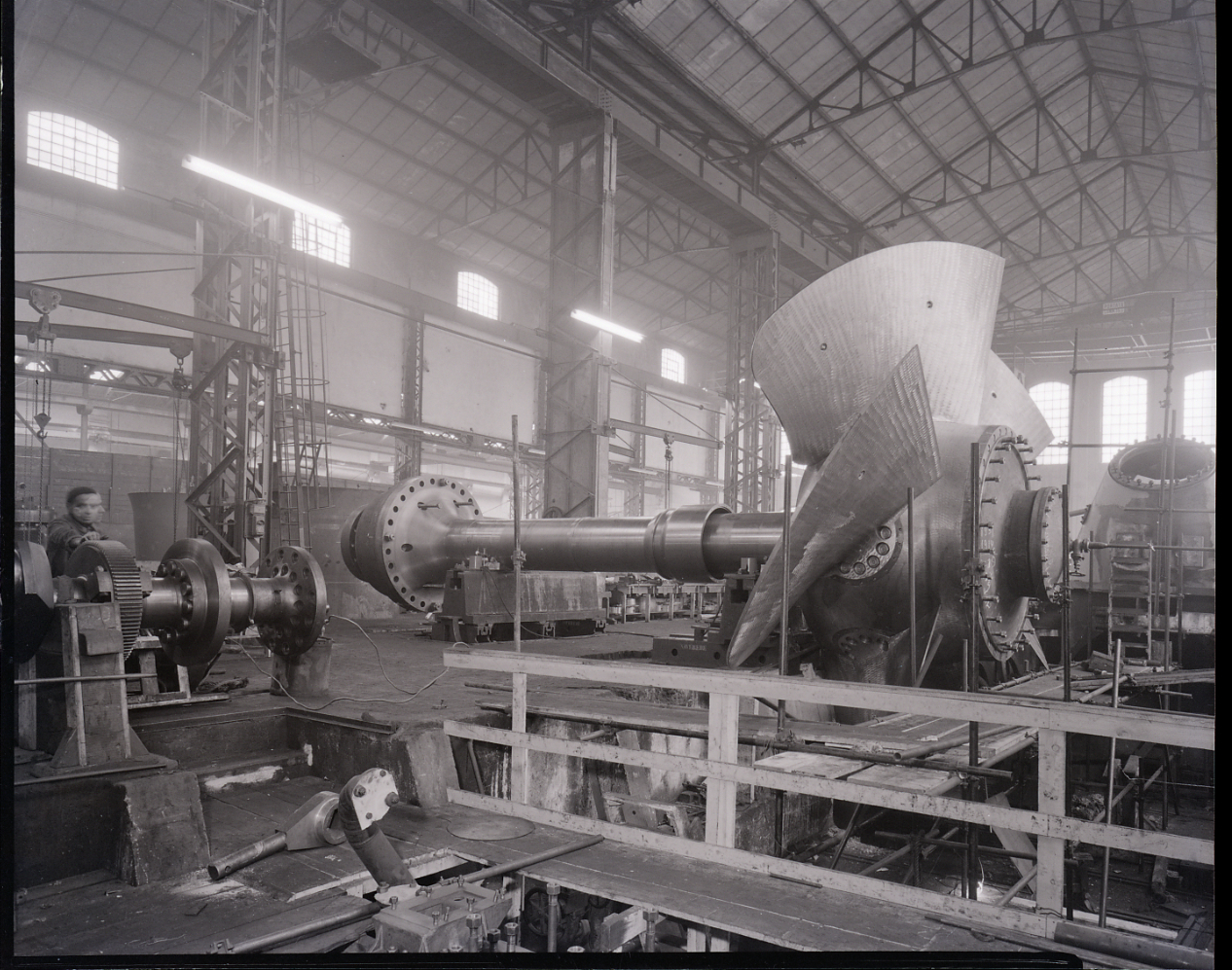

Nach dem Zweiten Weltkrieg kooperierte Franco Tosi mit den amerikanischen Unternehmen General Electric und Combustion Engineering und fertigte Lizenznachbauten von deren großen Dampfturbinen und -kesseln. Auch Teile für Gasturbinen wurden produziert. Bis in die 1970er-Jahre wuchs die Zahl der Beschäftigten auf seinen Höchststand vom mehr als 6000.
In der Zeit der Wirtschaftskrise im globalen Kraftwerksgeschäft in den 1990er-Jahren wurde Franco Tosi von der italienischen Rüstungsfirma Ansaldo, einer Tochter des Konzerns Finmeccanica, übernommen und in dessen Energiesektor AnsaldoEnergia integriert. 2000 wurde Franco Tosi auf Druck der italienischen Kartellbehörden wegen einer zu großen Konzentration im italienischen Energieanlagenbau 2000 an die Casti Group abgegeben.
Nachdem eine Übernahme durch A-TEC 2008 gescheitert war, wurde Franco Tosi mehrheitlich (75 %) vom indischen Anlagenbauunternehmen Gammon übernommen.
2013 ging das Unternehmen in die Insolvenz.
Zuletzt stellte Franco Tosi vor allem Ausrüstung für Kraftwerke und andere energietechnische Anlagen her:
- Wasserturbinen
- Dampfturbinen
- Wärmetauscher, andere Apparate und Behälter